# 단국대학교 사범대학 부속고등학교
단국대학교 사범대학 부속고등학교(檀國大學校 師範大學 附屬高等學校)는 대한민국 서울특별시 강남구 대치동에 위치한 강남 8학군 사립 고등학교이다.

## 학교 연혁
- 1947년 11월 3일 : 독립운동에 헌신하던 애국지사 범정 장형 선생의 우국충정 어린 교육이념과 육영사업에 뜻을 두던 혜당 조희재 여사의 재산희사를 바탕으로 학교법인 단국대학의 설립인가를 받아 역사적으로 개교
- 1983년 12월 26일 : 서울특별시 강남구 대치동 산54번지에 단국대학교사범대학부속고등학교 36개 학급의 인가를 받아 개교
- 1984년 1월 17일 : 초대 장봉식 교장 취임
- 1984년 3월 3일 : 신입생 입학식 거행
- 1986년 10월 7일 : 체육관 4,601m2 준공
- 1987년 2월 13일 : 제1회 졸업생 708명 배출
- 1988년 3월 3일 : 서울특별시 강남구 대치동 산54번지에서 대치동 1013번지로 지번 변경
- 2006년 11월 10일 : 신축교사(재능관) 945.7m2 준공
- 2021년 3월 1일 : 제7대 김종승 교장 취임
- 2022년 2월 7일 : 제36회 졸업식(총 21,184명 배출)

## 참고 자료
- 단국대학교 사범대학 부속고등학교 - 한국교육학술정보원 학교알리미